# Chandler Stephenson
Chandler Stephenson (Saskatoon, 22 de abril de 1994)  é um jogador profissional de hóquei no gelo canadense que atua na posição de forward pelo Washington Capitals, da NHL.

## Carreira
Chandler Stephenson foi draftado na 77º pelo Washington Capitals no Draft de 2012.

## Títulos

### Washington Capitals
- Stanley Cup: 2018